# Устер
Устер (нім. Uster) — місто в Швейцарії в кантоні Цюрих, адміністративний центр округу Устер.

## Географія
Місто розташоване на відстані близько 110 км на північний схід від Берна, 14 км на схід від Цюриха.
Устер має площу 28,5 км², з яких на 28,8 % дозволяється будівництво (житлове та будівництво доріг), 40,9 % використовуються в сільськогосподарських цілях, 26,6 % зайнято лісами, 3,7 % не є продуктивними (річки, льодовики або гори).

## Демографія
2019 року в місті мешкало 35 007 осіб (+8,5 % порівняно з 2010 роком), іноземців було 23 %. Густота населення становила 1229 осіб/км².
За віковим діапазоном населення розподілялося таким чином: 20,4 % — особи молодші 20 років, 62 % — особи у віці 20—64 років, 17,7 % — особи у віці 65 років та старші. Було 15534 помешкань (у середньому 2,2 особи в помешканні).
Із загальної кількості 17 237 працюючих 168 було зайнятих в первинному секторі, 3662 — в обробній промисловості, 13 407 — в галузі послуг.

## Цікаві факти
- 1998 року в місті відбувся чемпіонат світу з напівмарафону.

## Галерея

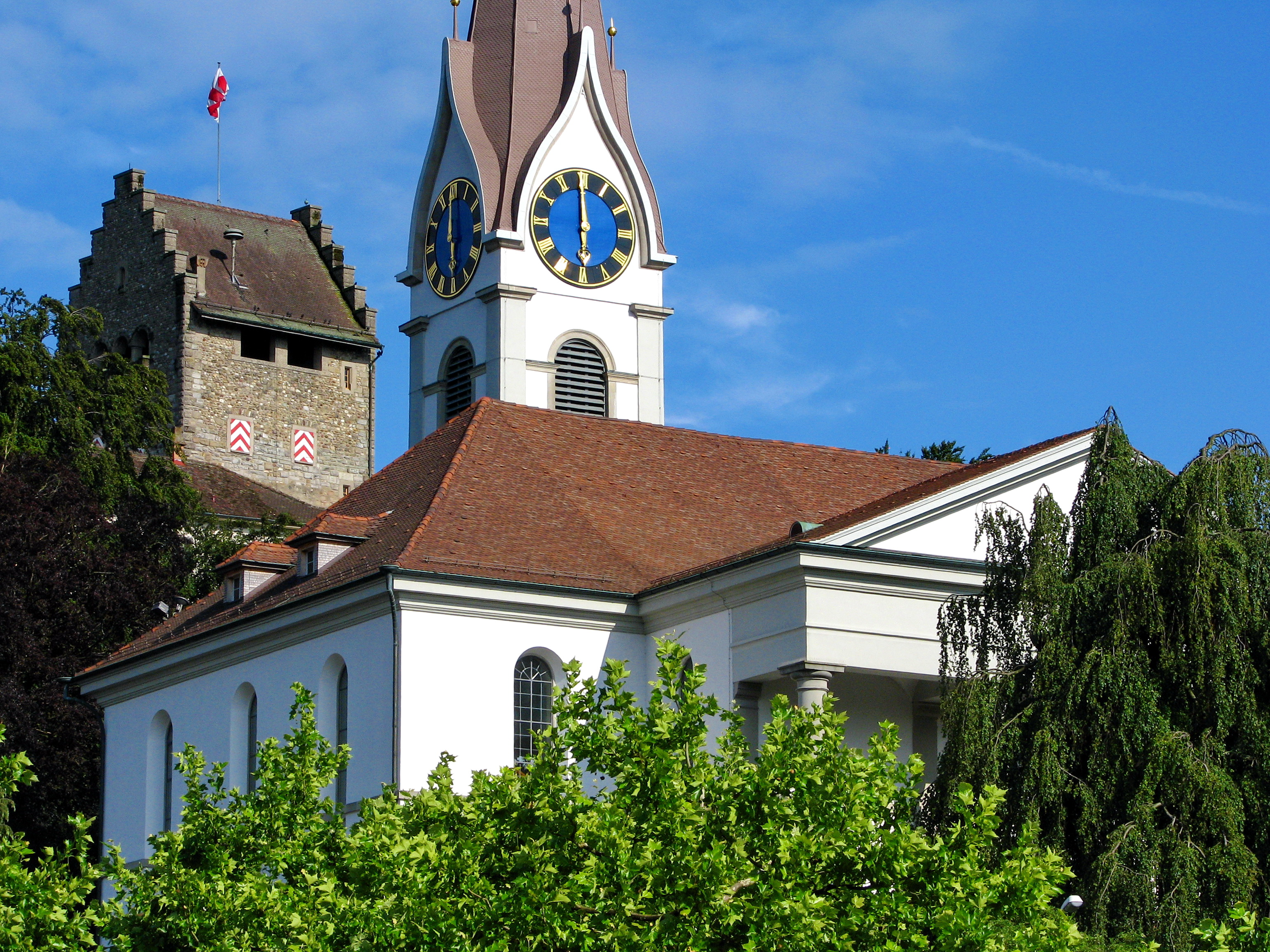
Церква і замок
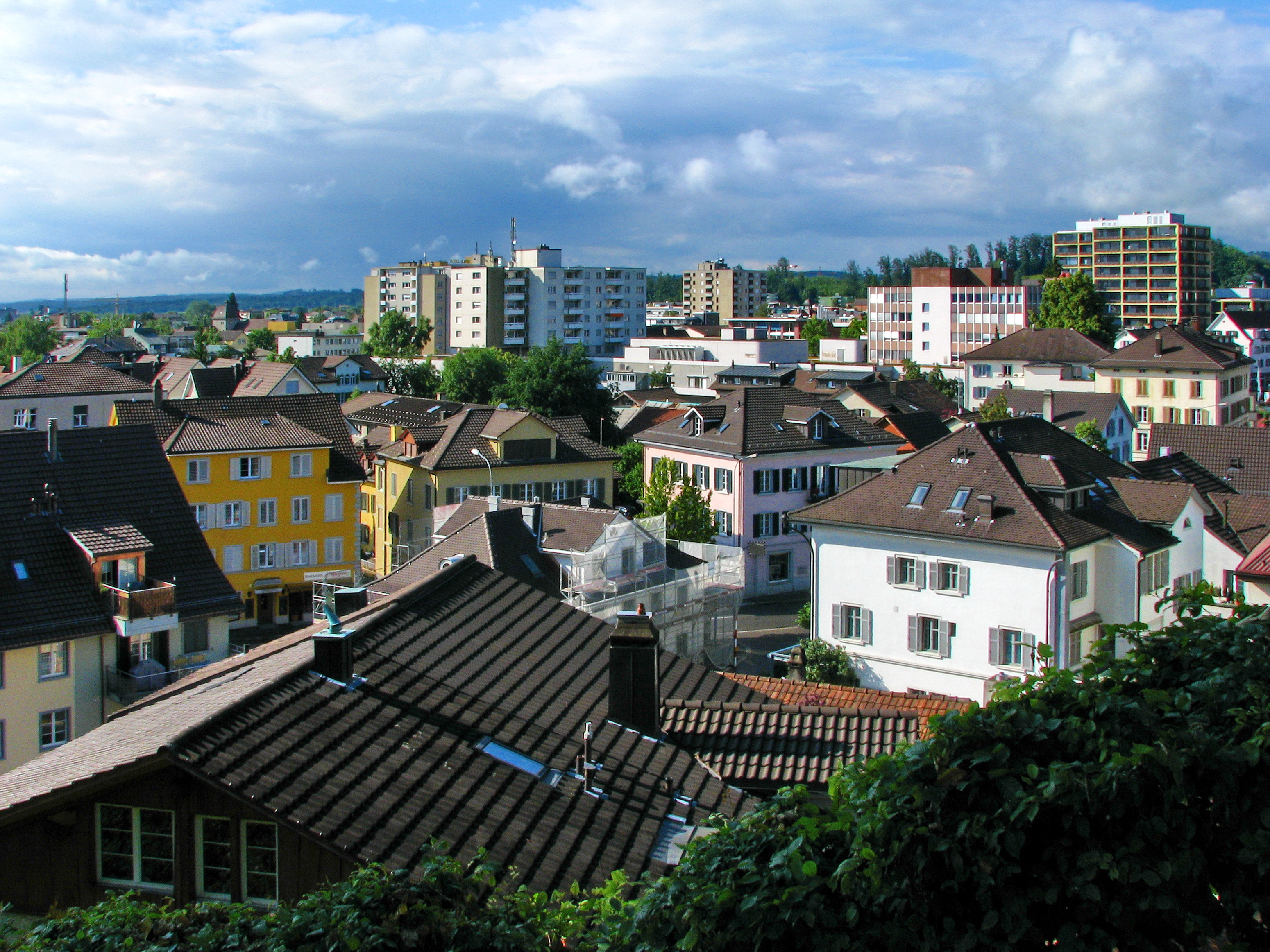
Вид Кірхустера та центру з замку
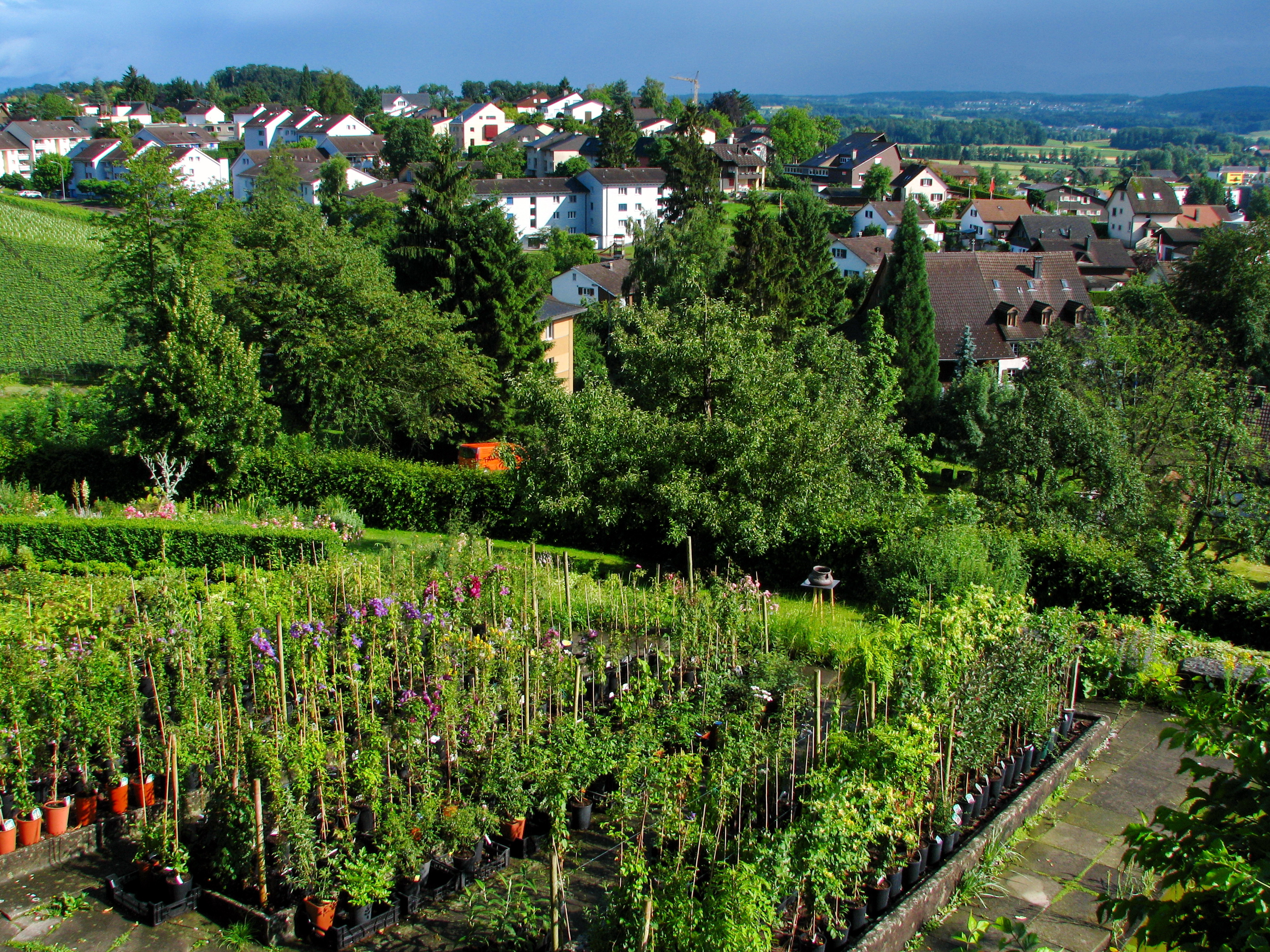
Носсікон і Рідікон (праворуч) (вид з замку)
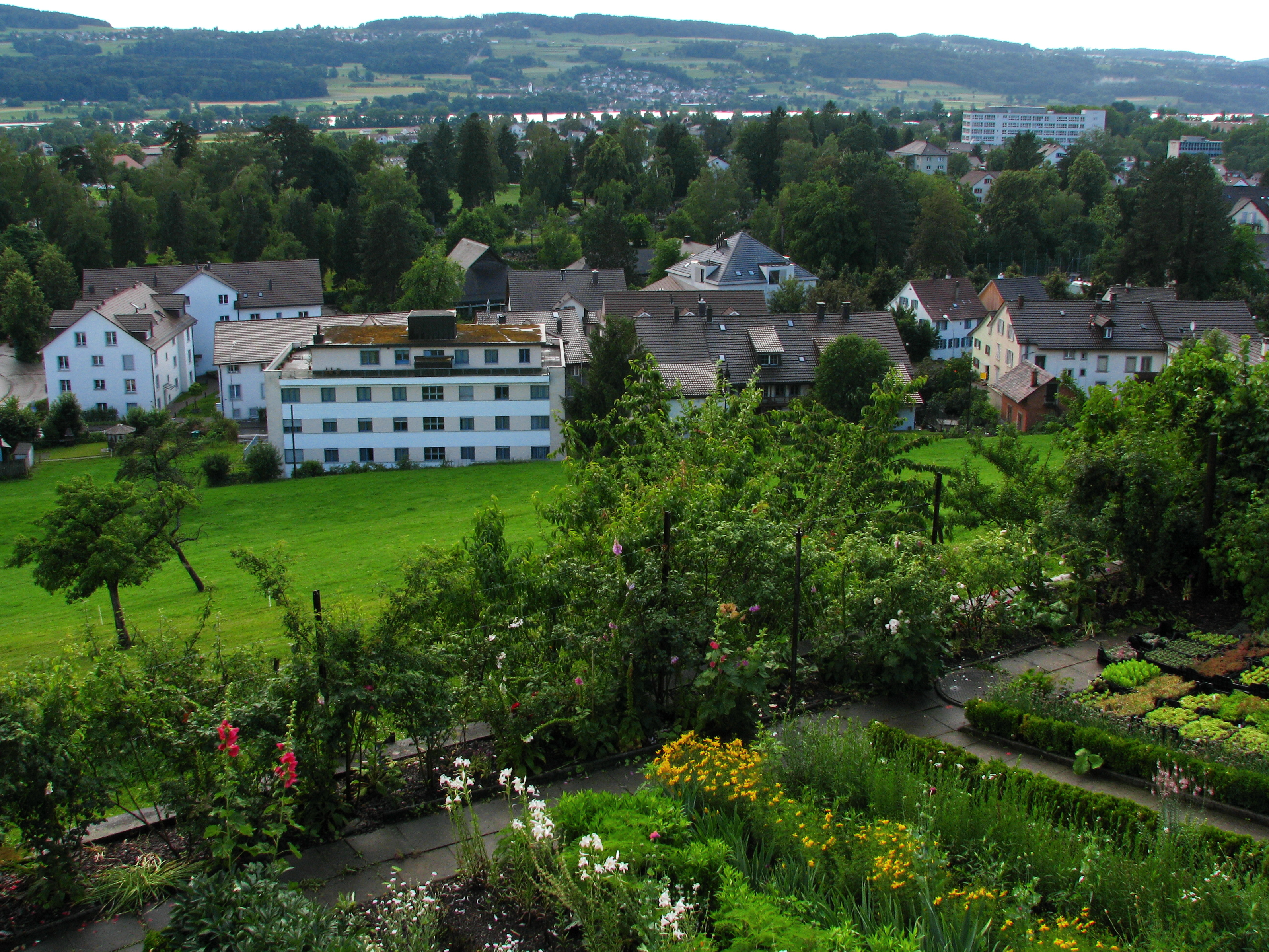
Wil and Niederuster, Greifensee, Pfannenstiel and Forch in the background
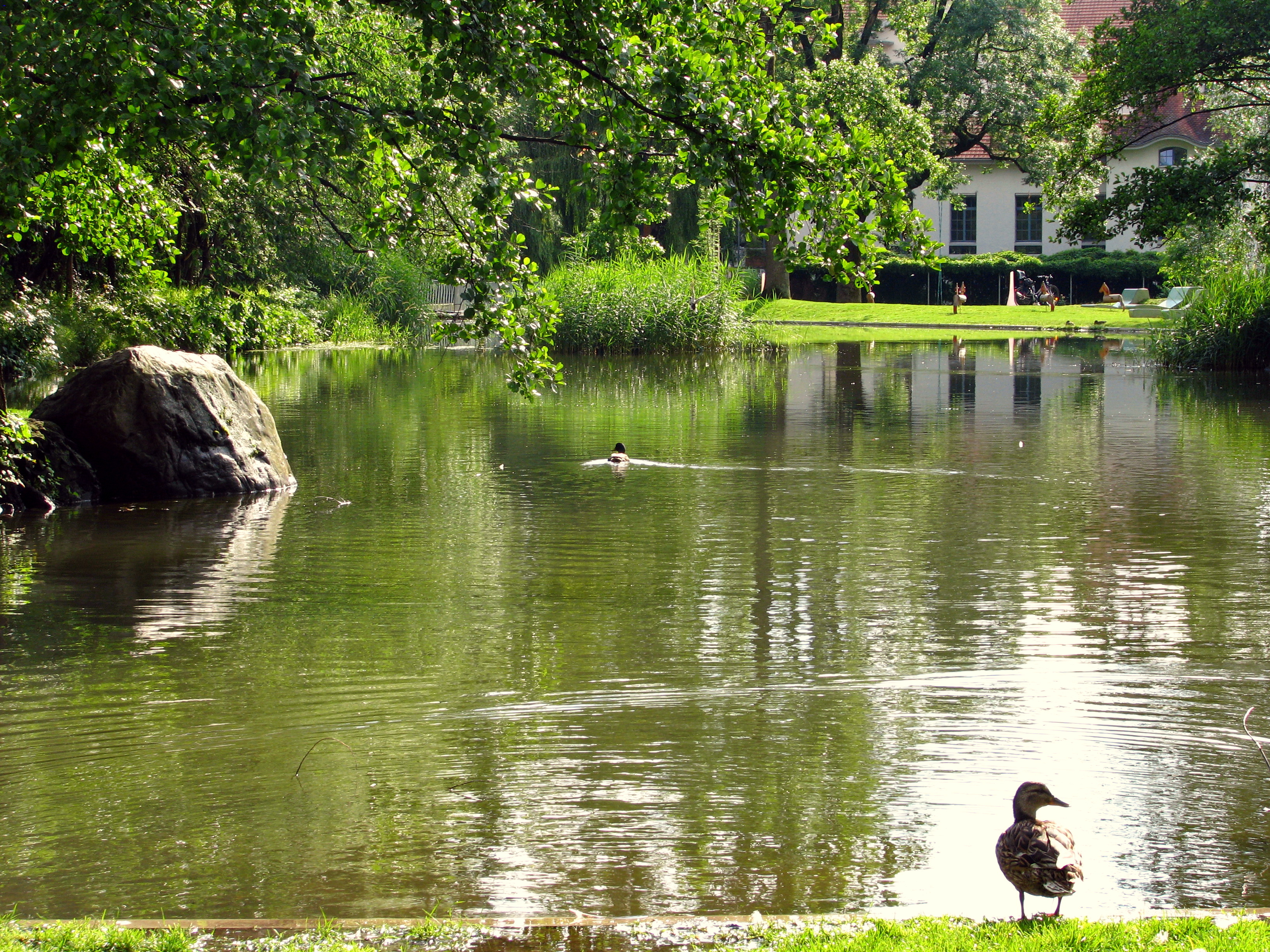
Міський парк
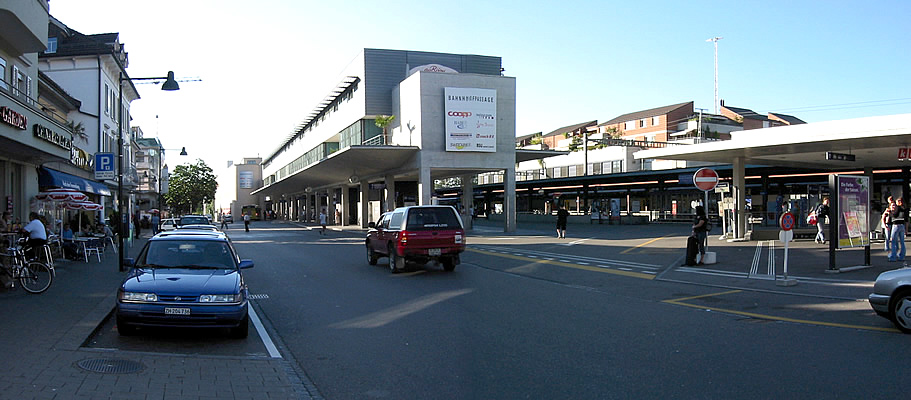
Станція S-Bahn Zürich
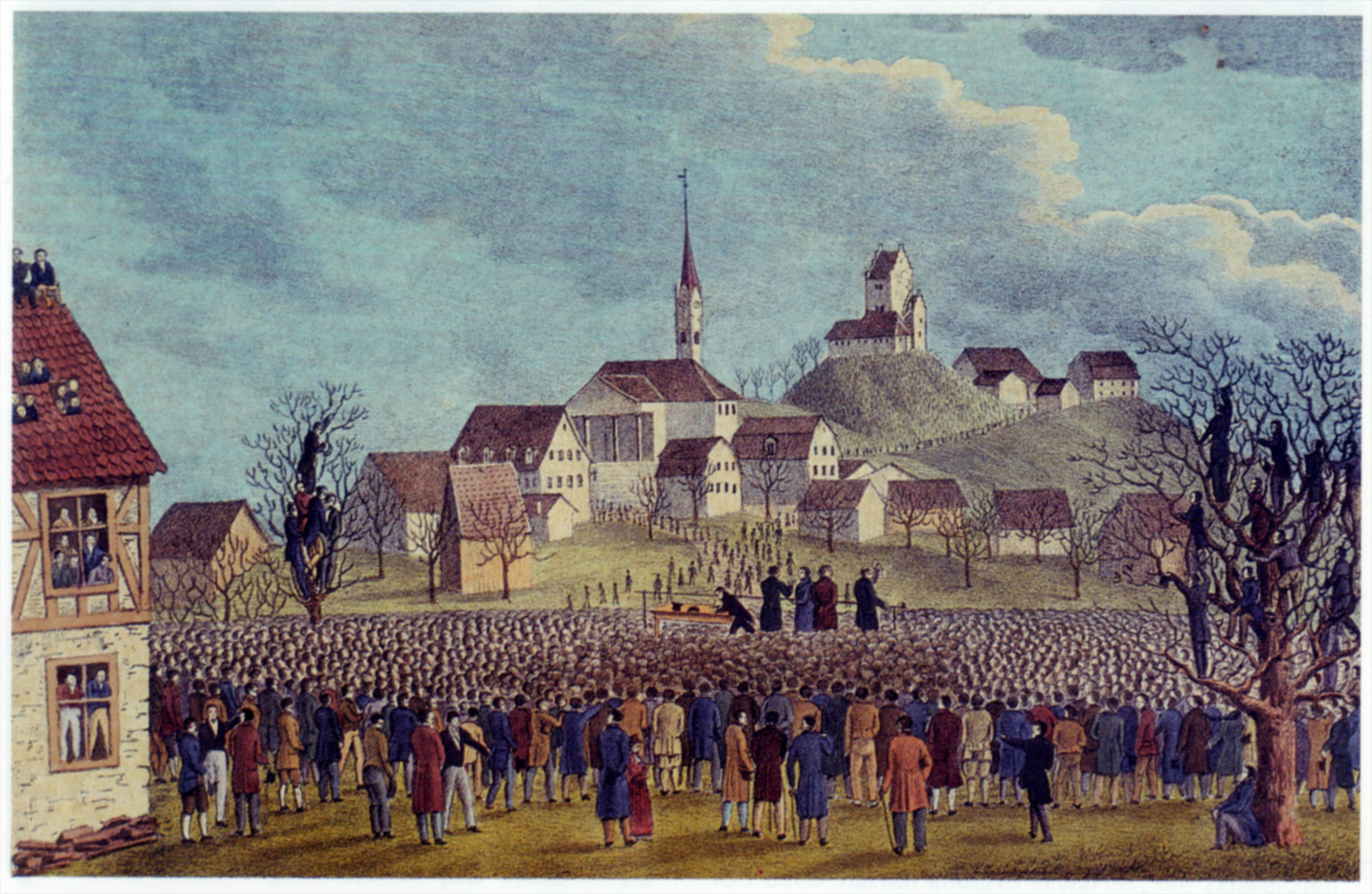
День Устера — 22 листопада 1830
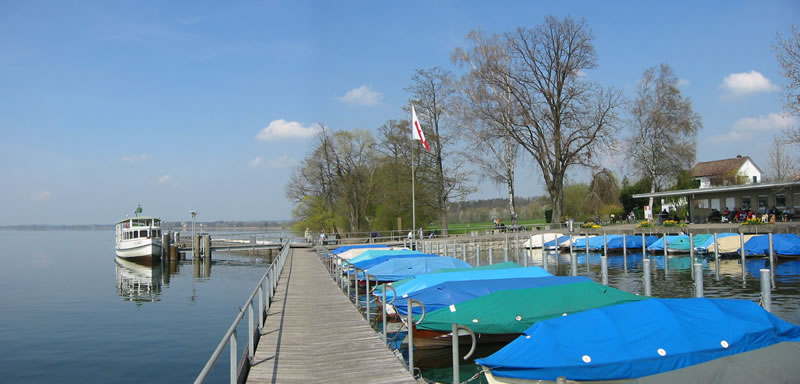
Нижній Устер розташований біля озера Грайфензее
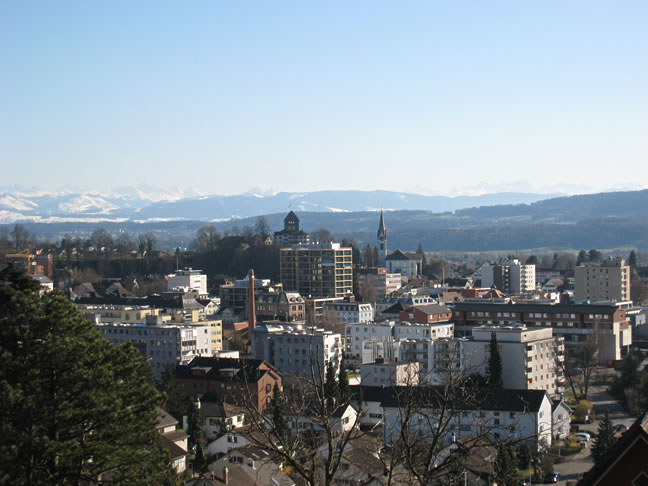
Панорама з замком
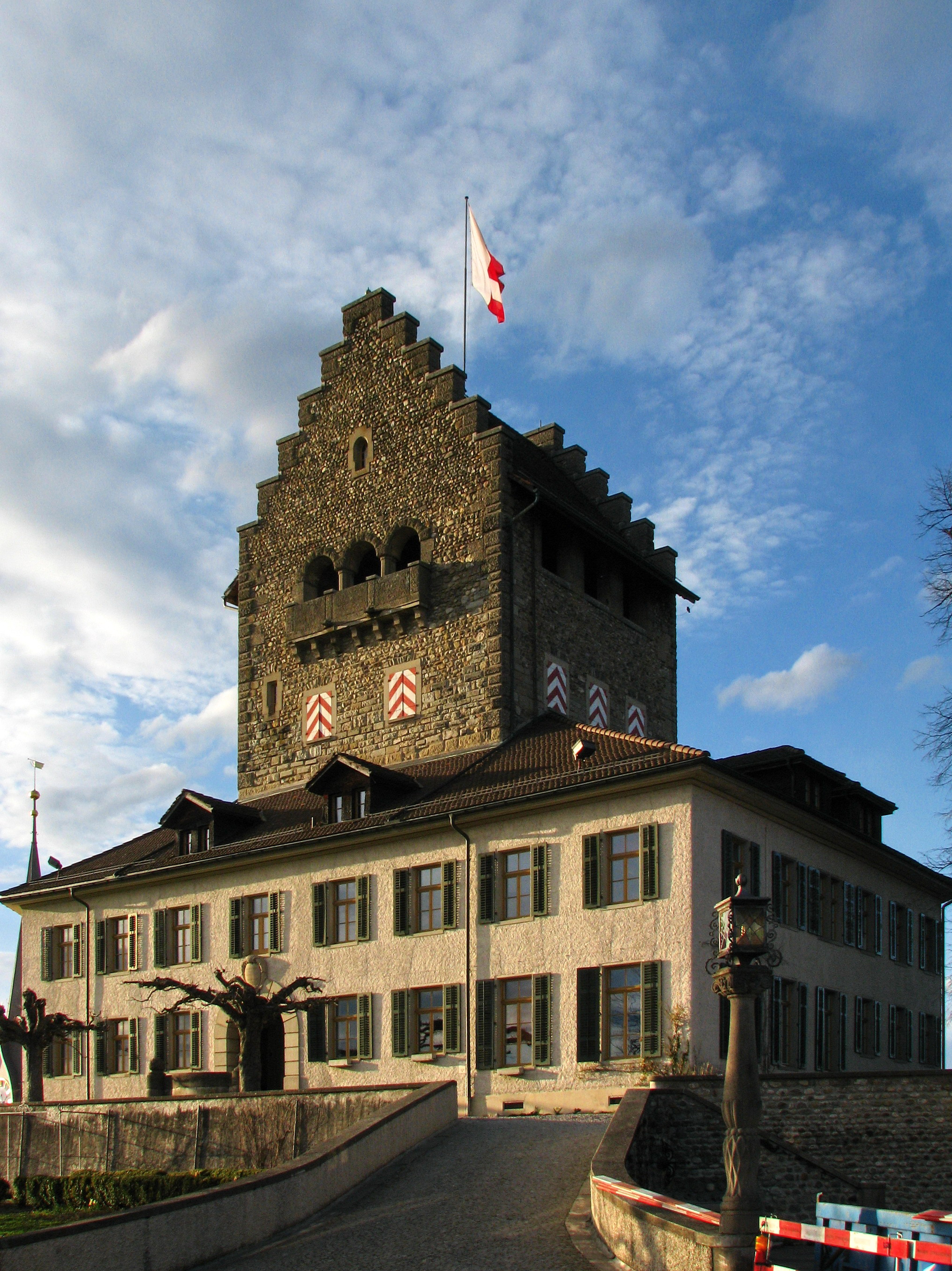
Устерський замок
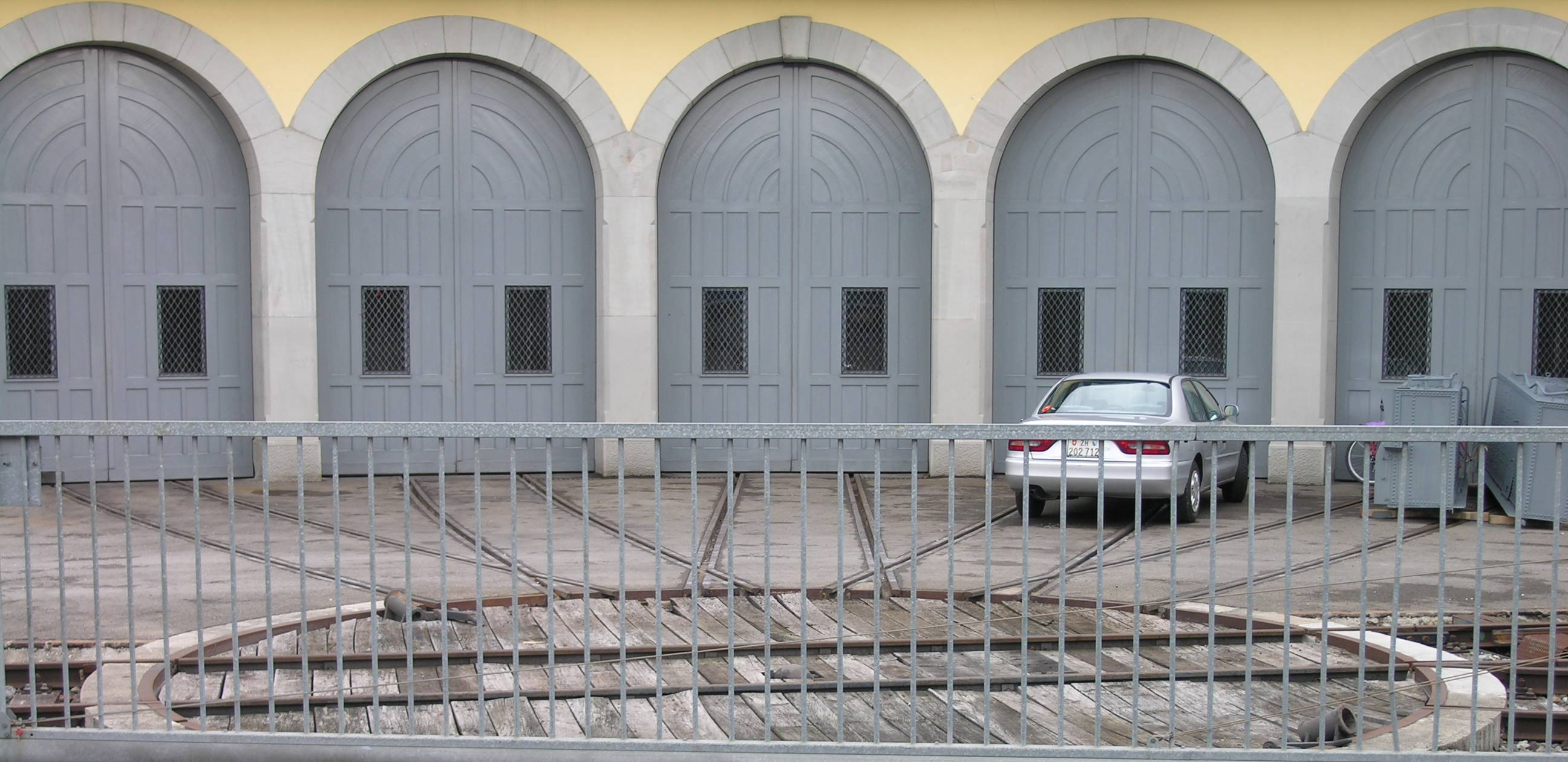
Віяльне депо вокзалу Устера